# Autoleón
En la mitología griega, Autoleón (en griego antiguo: Αὐτολέων) fue un héroe de Crotona, en el sur de Italia, del cual se cuenta una historia legendaria. Pausanias relata precisamente la misma historia de un tal Leónimo (en griego antiguo: Λεώνυμος).
Era costumbre entre los locrios opuntios que cada vez que formaban su ejército en orden de batalla, dejaran un lugar abierto en las líneas para su héroe nacional Áyax. Una vez en una batalla entre locrios y crotoniatas en Italia, Autoleón quiso penetrar en este lugar vacío del ejército rival, esperando así conquistar a los locrios. Pero apareció la sombra de Áyax e infligió a Autoleón una herida que le dejó gravemente herido. El oráculo le aconsejó que se reconciliara con la sombra de Áyax ofreciéndole sacrificios en la isla de Leuce. Siguió el consejo del oráculo y Autoleón se curó.
Mientras estaba en la isla de Leuce, Autoleón vio a Helena, quien le dio un encargo para Estesícoro. Este poeta había censurado a Helena en uno de sus poemas, y como consecuencia se quedó ciego. Helena ahora le envió el mensaje de que si se retractaba, se le devolvería la vista. Estesícoro compuso un poema alabando a Helena y recuperó la vista.